# Punk Goes Classic Rock
Punk Goes Classic Rock è la nona compilation della serie Punk Goes..., creata dalla Fearless Records. È stata pubblicata il 27 aprile 2010.

## Tracce
| #   | Titolo                           | Interprete                                              | Interprete originale                 | Durata |
| --- | -------------------------------- | ------------------------------------------------------- | ------------------------------------ | ------ |
| 1.  | "More Than a Feeling"            | Hit the Lights                                          | Boston                               | 2:44   |
| 2.  | "Paint It Black"                 | VersaEmerge                                             | The Rolling Stones                   | 3:39   |
| 3.  | "Free Fallin'"                   | The Almost                                              | Tom Petty                            | 4:31   |
| 4.  | "We Are the Champions"           | Mayday Parade                                           | Queen                                | 3:14   |
| 5.  | "Rock and Roll All Nite"         | The Summer Set                                          | Kiss                                 | 4:02   |
| 6.  | "Caught Up in You"               | We the Kings                                            | .38 Special                          | 4:05   |
| 7.  | "Separate Ways (Worlds Apart)"   | A Skylit Drive                                          | Journey                              | 4:09   |
| 8.  | "Your Love"                      | I See Stars                                             | The Outfield                         | 3:13   |
| 9.  | "(Don't Fear) The Reaper"        | Pierce the Veil                                         | Blue Öyster Cult                     | 4:20   |
| 10. | "Crazy Train"                    | Forever the Sickest Kids                                | Ozzy Osbourne                        | 4:57   |
| 11. | "Pour Some Sugar on Me"          | The Maine                                               | Def Leppard                          | 3:58   |
| 12. | "All Along the Watchtower"       | Envy on the Coast                                       | Bob Dylan as covered by Jimi Hendrix | 3:52   |
| 13. | "Take Me Home Tonight"           | Every Avenue ft. Juliet Simms from Automatic Loveletter | Eddie Money                          | 3:35   |
| 14. | "Bohemian Rhapsody"              | Never Shout Never                                       | Queen                                | 6:06   |
| 15. | "Dream On"                       | Blessthefall                                            | Aerosmith                            | 4:50   |
| 16. | "Runaway" (Japanese Bonus)       | Lost                                                    | Bon Jovi                             | 3:29   |
| 17. | "Walk This Way" (Japanese Bonus) | New Strike Zipper                                       | Aerosmith                            | 3:05   |